# Hypanthidioides sakagamii
Hypanthidioides sakagamii là một loài Hymenoptera trong họ Megachilidae. Loài này được Urban mô tả khoa học năm 1994.